# Sara Sadíqova
Pour les articles homonymes, voir Sadykov.
Sadíqova Sara Ğärif qızı ou Sara Sadíqova (tatar : Садыйкова Сара Гариф кызы ; russe : Сады́кова Сара́ Гари́фовна, née le 1er novembre 1906 - morte le 7 juin 1986) est une actrice, chanteuse et compositrice tatar. Elle a été honorée par la République socialiste soviétique autonome tatare (1937), l'ASSR (1977), et la SFSR russe (1984). En 1938-1948, elle est soliste au théâtre d'opéra et de ballet Musa Cälil Tatar. Elle a joué dans de nombreuses pièces telles Saniä, Qaçqın, Ğäliäbanu, Başmağım, İldar, On Qandır et The Employer. En collaboration avec R. Ğöbäydullin, elle est l'auteure de plusieurs œuvres telles Mäxäbbät cırı (La Chanson de l'amour) (1971) et Kiäwlär (Beaux fils) (1972). Sara Sadíqova a remporté à titre posthume le prix d'État Ğabdulla Tuqay Tatar ASSR (en)(1990).

## Biographie
Bibisara Sadíqova naît le 1er novembre 1906 à Kazan, dans l'Empire russe. Elle fait des études dans une école pour filles réputée.
En 1921, Bibisara fait l'expérience de la scène dans Buydaq (Le Bachelor). L'un des professeurs du collège, Soltan Ğäbäşi (en), la recommande au Conservatoire Tchaïkovski de Moscou, où elle étudie de 1922 à 1928.
De 1930 à 1934, Sara Sadíqova travaille au sein de la troupe Tatar Academic Theater. Elle joue dans l'un des premiers opéras tatar : Eşçe (Le Travailleur) au cours des années 1930.
De 1934 à 1938, elle travaille au Tatar Opera Studio du conservatoire de Moscou.
En 1942, elle compose des chansons, dont notamment le tango The Expectation sur des paroles d'A. Yerikeyev.
Sara Sadíqova meurt le 7 juin 1986. Elle est enterrée au cimetière Yaña-Tatar Bistäse (Novotatarskoye).